# Basilika Nuestra Señora de los Ángeles (Cartago)

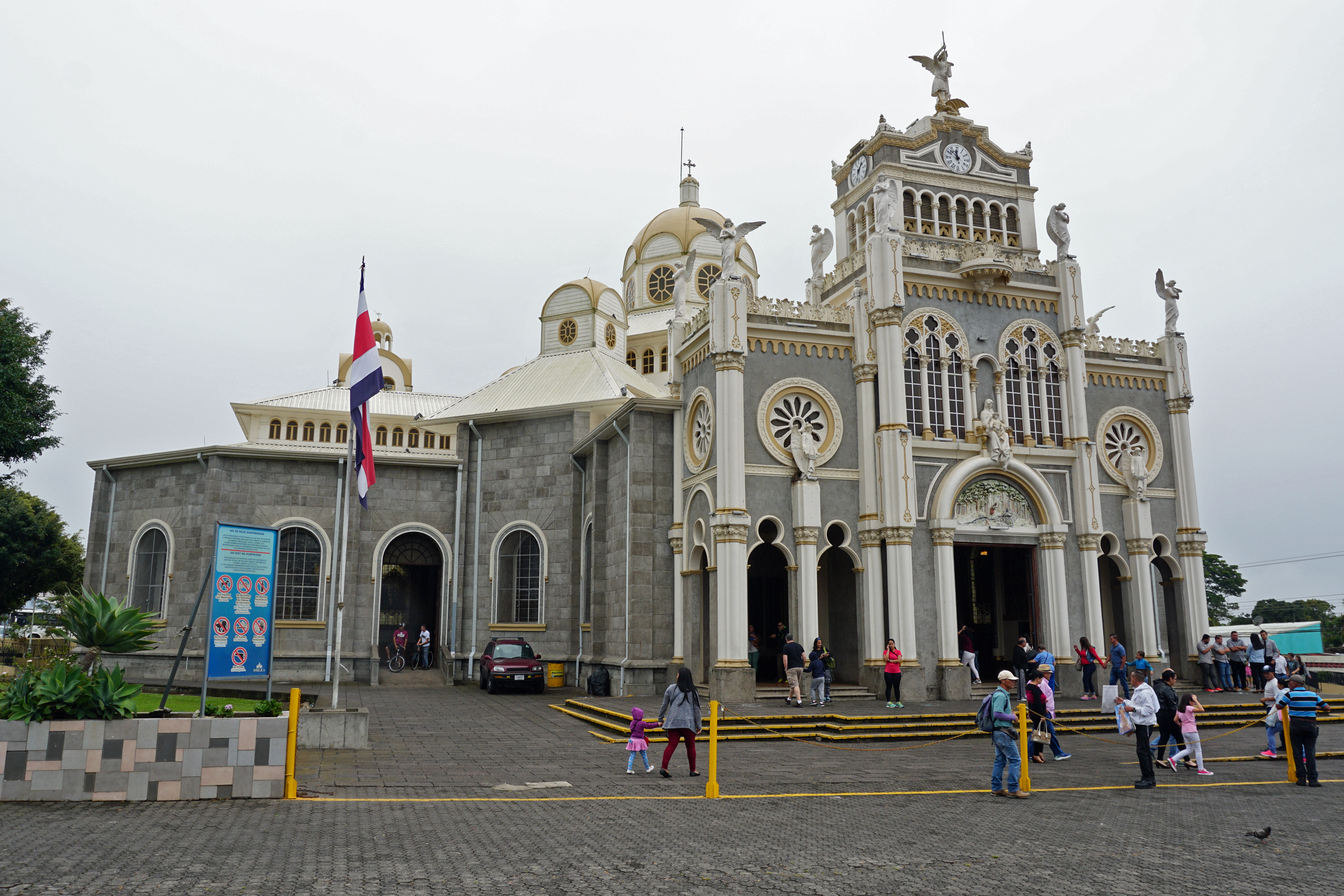
Basilika Nuestra Señora de los Ángeles

Die Basilika Nuestra Señora de los Ángeles (Basilika Unserer Lieben Frau von den Engeln) ist eine römisch-katholische Kirche in der Stadt Cartago, Costa Rica, welche 1926 fertiggestellt wurde.

## Bauwerk

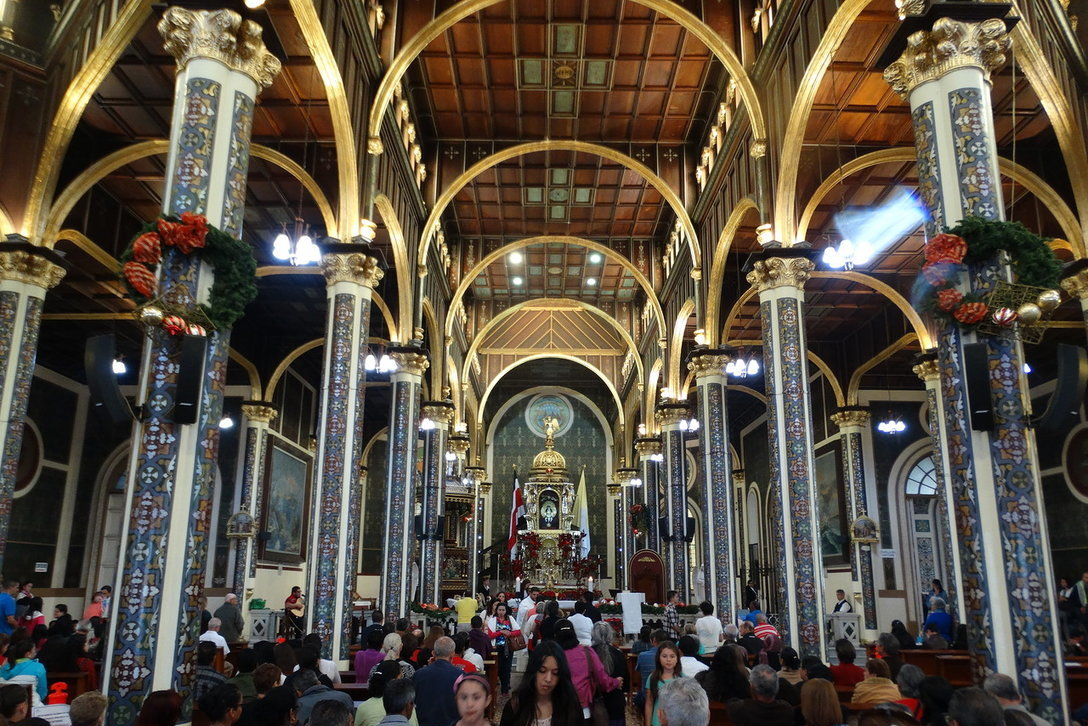
Innenansicht der Basilica

Ausgangspunkt des Kirchenbaus ist die Verehrung einer 1635 an diesem Platz von einem Bauernmädchen gefundenen Statue der Jungfrau Maria. Der Statue wurde schnell eine Vielzahl an Wundern zugewiesen. Nach Vorgängerbauten als Kapelle wurde nach dem großen Erdbeben von 4. Mai 1910 die heutige Basilika in einer einzigartigen Mischung aus Kolonialarchitektur und byzantinischem Stil an dieser Stelle errichtet. Das Gebäude nach Plänen des Architekten Lluis Llach Llagostera wurde zwischen 1912 und 1926 gebaut und erhielt für die damalige Zeit in Costa Rica eine bedeutende Größe. In der Kirche kann man den Schrein mit der kleinen Marienstatue betrachten. Das Heiligtum erhielt am 10. Juli 1935 durch Papst Pius XI. den Titel einer Basilica minor verliehen.

## Wallfahrt

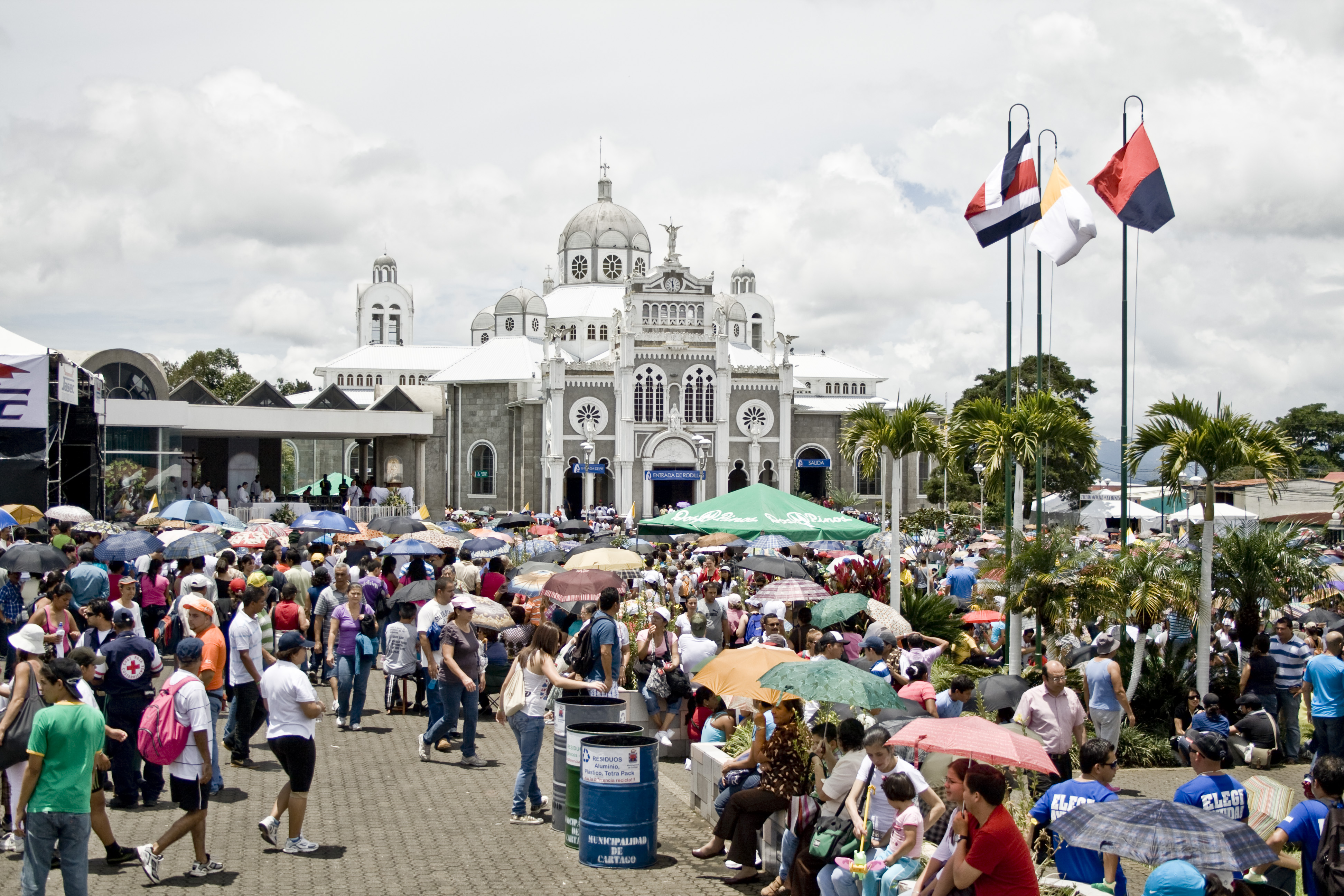
Romeria 2011

Die Marienstatue La Negrita, eine Schwarze Madonna, befindet sich von September bis 2. August in der Basilika und wird dazwischen für einen Monat in der Kathedrale von Costa Rica aufbewahrt. Zum 2. August ist die Basilika Ziel einer großen Wallfahrt von Gläubigen aus dem ganzen Land, von denen viele während der Romería die berühmten 22 Kilometer zu Fuß zur Basilika gehen. Obwohl viele Menschen die Pilgerfahrt von Orten in ganz Costa Rica starten, beschließen einige, als eine Demonstration ihrer Frömmigkeit die 22 Kilometer auf ihren Händen und Knien zu kriechen.